# Ainudrilus vallus
Ainudrilus vallus är en ringmaskart som beskrevs av Erséus och Wang 2003. Ainudrilus vallus ingår i släktet Ainudrilus och familjen glattmaskar. Inga underarter finns listade i Catalogue of Life.